# Marquesado de la Scala
El marquesado de la Scala es un título nobiliario español otorgado por el Rey  Felipe V en 1704. El título hace referencia al linaje de su primer titular, Vicente Boil de la Scala, barón de Manises. A su vez, la baronía de Manises tiene su origen en el señorío de Manises, concedido a Pere de Boïl i d'Aragó por Jaume II a principios del siglo XIV.

## Marqueses de la Scala
|                                 | Titular                                 | Periodo                         |
| Creación por Felipe V de España | Creación por Felipe V de España         | Creación por Felipe V de España |
| ------------------------------- | --------------------------------------- | ------------------------------- |
| I                               | Vicente Boil de la Scala                | 1704-1751                       |
| II                              | Vicente Maldonado Boil                  | 1751-1789                       |
| III                             | Francisco de Paula Maldonado Boil       | 1789-1799                       |
| IV                              | Francisco de Paula Maldonado y Abraldes | 1799-1847                       |
| V                               | Miguel José Maldonado y Maldonado       | 1847-1852                       |
| VI                              | Mariano Maldonado y Dávalos             | 1855-1902                       |
| VII                             | Fernando Maldonado y Salabert           | 1902-1936                       |
| VIII                            | Juan Andrés Maldonado y Chavarri        | 1956-1976                       |
| IX                              | Fernando Maldonado y Muguiro            | 1976-2000                       |
| X                               | Fernando Maldonado y Valera             | 2000-actual titular             |

## Historia de los marqueses de la Scala
1. Vicente Boil de la Scala, hijo de Felipe Boil, barón de Manises, y de Ana María de Perellós. 
1. Casado con Josefa Cernesio y Perellós, le sucedió su nieto (hijo de su hija Josefa Boil de la Scala que premurió a su padre en 1749):

2. Vicente Maldonado Boil, nacido hacia 1730. Al suceder a su abuelo materno en el marquesado de la Scala, este título se usó a partir de entonces como título de los primogénitos de la casa de Villagonzalo. 
1. Casado con Manuela Antonia Fernández de Villarroel Villacís, I  marquesa de San Vicente del Barco. Sin descendencia, le sucedió su hermano:

3. Francisco de Paula Maldonado Boil, nacido el 12 de abril de 1735.
1. Casado con Gertrudis María de Abraldes, le sucedió su hijo:

4. Francisco de Paula Maldonado y Abraldes, nacido en 1770.
1. Casó con Micaela Maldonado y Hornaza, hija de los marqueses de Castellanos. Le sucedió su hijo:

5. Miguel José Maldonado y Maldonado, nacido el 13 de septiembre de 1792.
1. Casó con Bruna Muzquiz y Ugarte, III  condesa de Gausa. Viudo de ésta volvió a casar con María Andrea Dávalos y Portillo, que viuda a su vez casaría con el  conde del Puerto.  Fue su hijo:

6. Mariano Maldonado y Dávalos, nacido en 1851, Embajador de España.
1. Casó con Fernanda de Salabert y Arteaga, IX  marquesa de Valdeolmos, que tendrá como sucesor a su hijo primogénito al que cederá el título en 1902:

7. Fernando Maldonado y Salabert, nacido en Madrid el 4 de junio de 1880.  
1. Casado con Esperanza Chávarri y Aldecoa (nacida en Bilbao el 22 de marzo de 1893). Falleció de una congestión tras rescatar a su hija que se bañaba en el Tormes unos días antes de comenzar la Guerra Civil Española. Le sucederá su hijo muchos años después:

8. Juan Andrés Maldonado y Chávarri, nacido en 1921.   
1. Casado con Teresa Muguiro y Gil de Biedma, hija de los condes de Muguiro. Le cederá el título en 1976 a su hijo:

9. Fernando Maldonado Muguiro, nacido el 6 de abril de 1954. 
1. Casado en segundas nupcias con Carmen Muguiro y Miranda. De su primer matrimonio le ha sucedido en el año 2000, por distribución, su hijo:

10. Fernando Maldonado Valera, nacido en 1978.